# Канал тональної частоти
Канал тональної частоти  (англ. voice frequency circuit)— це сукупність технічних засобів та середовища поширення, що забезпечує передачу електричних сигналів зв'язку в так званій смузі частот ефективного пропускання (СЧЕП) 0,3 - 3,4 кГц. 
У телефонії і зв'язку часто використовується абревіатура КТЧ. 
Канал тональної частоти є одиницею вимірювання ємності (ущільнення) аналогових систем передачі (наприклад, K-24, K-60, K-120). У той же час для цифрових систем передачі (наприклад, ІКМ-30, ІКМ-480, ІКМ-1920) одиницею вимірювання ємності є основний цифровий канал.
Смуга частот ефективного передавання  --  смуга частот, залишкове загасання на крайніх частотах якої відрізняється від залишкового затухання на частоті 800 Гц не більше ніж на 1 Нп при максимальній дальності зв'язку, властивій даній системі.
Ширина СЧЕП визначає якість телефонної передачі, і можливості використання телефонного каналу для передачі інших видів зв'язку. У відповідності з міжнародним стандартом для телефонних каналів багатоканальної апаратури встановлена СЧЕП від 300 до 3400 Гц. При такій смузі забезпечується висока ступінь розбірливості мови, хороша природність її звучання і створюються великі можливості для вторинного ущільнення телефонних каналів.

## Режими роботи каналу ТЧ
| Режим каналу ТЧ | Рівень на вході каналу Рвх, дБ/Нп | Рівень на виході каналу Рвих, дБ/Нп | Залишкове загасання аг, дБ/Нп |
| --------------- | --------------------------------- | ----------------------------------- | ----------------------------- |
| 2ПР ОК          | 0/0                               | -7.0/-0.8                           | +7.0/+0.8                     |
| 2ПР ТР          | -3.5/-0.4                         | -3.5/-0.4                           | 0/0                           |
| 4ПР ОК          | -13/-1.5                          | +4.3/+0.5                           | -17.0/-2.0                    |
| 4ПР ТР          | +4.3/+0.5                         | +4.3/+0.5                           | 0/0                           |

### Призначення режимів
- 2 ПР. ОК - для відкритого телефонного зв'язку при відсутності на телефонному комутаторі транзитних подовжувачів;
- 2 ПР. ТР - для тимчасових транзитних з'єднань відкритих телефонних каналів, а також для крайнього зв'язку при наявності на телефонному комутаторі транзитних подовжувачів;
- 4 ПР ОК - для використання в мережах багатоканального тонального телеграфу, закритого телефонного зв'язку, передачі даних і т. п., а також для транзитних з'єднань при значних довжинах з'єднувальних ліній;
- 4 ПР ТР - для довготривалих транзитних з'єднань.

## Дивися  також
Канал зв'язку

Основний цифровий канал

Частота голосу

Телефонний розподільний провід (локшина) 

Телефонія